# Harry Davenport
Harry Davenport, właściwie Harold George Bryant  (ur. 19 stycznia 1866 w Nowym Jorku, zm. 9 sierpnia 1949 w Los Angeles) – amerykański aktor filmowy i teatralny, znany z roli Dr. Meade'a w filmie Przeminęło z wiatrem.

## Życiorys
Urodził się w Los Angeles i dorastał w Filadelfii. Jego ojcem był Edward Loomis Davenport, a matką Fanny Vining, angielska aktorka. Jego siostra Fanny Davenport również była aktorką. Swój debiut na scenie miał mając 5 lat w sztuce Damon and Pythias. Swoją karierę filmową rozpoczął mając 48 lat. Jego filmowy debiut to film z 1914, Too Many Husbands. W tym samym roku zagrał w Fogg's Millions. Z Alice Davenport ożenił się w 1893. Z tego związku miał jedną córkę - Dorothy Davenport, która została aktorką. Po rozwodzie z Alice w 1896, w tym samym roku ożenił się z aktorką, Phyllis Rankin. Miał z nią czworo dzieci. Wszystkie zostały aktorami: Arthur Rankin, Ned Davenport, Ann Davenport i Kate Davenport. Był szwagrem Lionela Barrymore. Zmarł na atak serca.

## Filmografia (wybrana)
- Maria Antonina (film 1938) – de Cosse
- Cieszmy się życiem (1938) – Sędzia
- Kowboj i dama (1938) – Hannibal Smith
- Przeminęło z wiatrem (1939) – Dr Meade
- Dzwonnik z Notre Dame (film 1939) – Ludwik XI
- Zagraniczny korespondent (1940) – Powers
- Historia jednego fraka (1942) – Profesor Lyons
- Zdarzenie w Ox-Bow (1943) – Arthur Davies
- Księżniczka O’Rourke (1943) – Sędzia Judge
- Jack London (1943) – Prof. Hilliard
- Kismet (film 1944) – Agha
- Spotkamy się w St. Louis (1944) – Dziadek
- Odwaga Lassie (1946) – Dr Ashlon
- Córka farmera (1947) – Dr Matthew Sulven
- Małe kobietki (film 1949) – Dr Barnes